# Sphaerodactylus asterulus
Espèce
Sphaerodactylus asterulus est une espèce de geckos de la famille des Sphaerodactylidae.

## Répartition
Cette espèce est endémique d'Haïti.

## Publication originale
- Schwartz & Graham, 1980 : The shrevei group of Hispaniolan Sphaerodactylus (Reptilia, Gekkonidae). Tulane Studies in Zoology and Botany, vol. 22, p. 1-15.